# Erebia erynis
Erebia erynis är en fjärilsart som beskrevs av Eugen Johann Christoph Esper 1803. Erebia erynis ingår i släktet Erebia och familjen praktfjärilar. Inga underarter finns listade i Catalogue of Life.